# Molukkerne
Molukkerne er en indonesisk øgruppe med et areal på 74.505 km². Provinshovedstaden er Ambon, der ligger på øen af samme navn. Andre vigtige øer i gruppen, der i alt omfatter over 1000 øer, er Buru, Halmahera, Seram og Ternate. 
Øgruppen kom i 1500-tallet under portugisisk kontrol. I 1663 etableredes her en nederlandsk koloni. I kolonitiden blev øerne også omtalt som Krydderiøerne. Siden 1990erne har Molukkerne været præget af flere sammenstød mellem kristne og muslimer, som ofte er tilflyttere fra de vest for Molukkerne beliggende Sundaøer.
2°S 128°Ø / 2°S 128°Ø